# Anton Lundqvist
Anton Bengtsson Lundqvist, född 16 september 1989 i Masthuggets församling i Göteborg, är en svensk skådespelare. 

## Biografi
Lundqvist spelade huvudrollen Erik i långfilmen Kim Novak badade aldrig i Genesarets sjö från 2005. Under våren 2010 spelade han Rolle i den svenska versionen av musikalen Grease på Göta Lejon. Han har även gjort rollen som Gavroche i Les Miserables Scandinavian Tour med Carola Häggkvist. 
2011 spelade Lundqvist rollen som Mercutio i musikalen Romeo & Julia på Göta Lejon i Stockholm. Under sommaren 2011 hade han hand om webbsändningen av Allsång på Skansen och under hösten 2011 och vintern 2012 medverkade han i Gäster med gester i SVT. I december 2012 hade Peter Pan och Wendy premiär på Stockholms stadsteater där Lundqvist spelade huvudrollen.

### Familj
Anton Lundqvist är son till skådespelarna Mikael Bengtsson och Maria Lundqvist och äldst av deras fyra barn.

## Filmografi
- 2005 – Kim Novak badade aldrig i Genesarets sjö
- 2011 – Arthur och julklappsrushen
- 2013 – Förtroligheten
- 2014 – Krakel Spektakel
- 2015 – I nöd eller lust
- 2015 – En underbar jävla jul
- 2015 – Bron (TV-serie)
- 2016–2017 – Syrror (TV-serie)
- 2017 – Jakten på tidskristallen (TV-serie)
- 2020 – Morden i Sandhamn (TV-serie)
- 2020 – Sommaren 85 (TV-serie)
- 2022 – Kronprinsen som försvann (TV-serie)
- 2024 – Whiskey on the Rocks (TV-serie)

## Teater

### Roller (ej komplett)
| År   | Roll                    | Produktion                                                                                      | Regi             | Teater                 |
| ---- | ----------------------- | ----------------------------------------------------------------------------------------------- | ---------------- | ---------------------- |
| 2010 | Rolle                   | Grease - den svenska versionen (Grease) Jim Jacobs och Warren Casey                             | Hans Marklund    | Göta Lejon             |
| 2012 | Peter Pan               | Peter Pan och Wendy J.M. Barrie i ny version av Anders Duus                                     | Pia Johansson    | Stockholms stadsteater |
| 2015 | Löjtnant George         | Svarte Orm (Blackadder) Anders Albien, Richard Curtis, Rowan Atkinson, Ben Elton                | Anders Albien    | Intiman                |
| 2017 | Äldste McKinley         | The Book of Mormon Matt Stone, Trey Parker och Robert Lopez                                     | Anders Albien    | Chinateatern           |
| 2018 | Karl-Bertil Jonsson     | Sagan om Karl-Bertil Jonssons julafton Tage Danielsson och Per Åhlin, bearbetning Henrik Dorsin | Anna Vnuk        | Scalateatern           |
| 2022 | Herodes                 | Jesus Christ Superstar Andrew Lloyd Webber och Tim Rice                                         | Fredrik Rydman   | Turné                  |
| 2022 | Sy Spector Mr. Klingman | The Bodyguard Alexander Dinelaris Jr.(en)                                                       | Thomas Agerholm  | Chinateatern           |
| 2024 | Frans                   | Oj då! … en till?! (One For the Pot) Ray Cooney och Tony Hilton                                 | Edward af Sillén | Krusenstiernska gården |
| 2024 | Thomas                  | Tomten är far till alla barnen Monica Rolfner, Rikard Bergqvist och Mathias Venge               | Rikard Bergqvist | Cirkus, Stockholm      |